# A halál kocsisa (film, 1921)
A halál kocsisa (eredeti cím: Körkarlen) 1921-es svéd némafilm, rendezője Victor Sjöström. A film az irodalmi Nobel-díjas Selma Lagerlöf azonos című regényén alapul. A film egyszerre dickensi kísértettörténet és társadalmi dráma, amely súlyos morális kérdéseket feszeget, hatására választotta a filmrendezői hivatást Ingmar Bergman. Julius Jaenzon operatőr az egymásra fényképezett jelenetekkel állította elő a szellemalakokat, túlvilági jelenéseket.

## Cselekmény
A film december 31-én játszódik. Két cselekményszála van. Az egyik egy legendát jelenít meg, amely szerint az az ember, aki utoljára hal meg egy évben, a következő esztendőben kénytelen lesz a halál kocsiját vezetni, és begyűjteni a holtak lelkét. A másik szál egy üdvhadsereges nővér és az alkoholista David Holm kapcsolatát mutatja be. A visszatekintésekből a néző megismeri a két embert: Holmot, az iszákos, abuzív bűnözőt és a jólelkű nővért, aki váltig reménykedik Holm jó útra térítésében és megváltásában. A haldokló nővér még egyszer beszélni szeretne Holmmal, és amikor ez a halál kocsisa, a férfi egykori barátja, Georges segítségével megtörténik, Holm őszintén megbánja bűneit, és elhatározza, megváltozik, a nővér pedig békében hal meg.

## Szereplők
| Szereplő          | Színész            |
| ----------------- | ------------------ |
| David Holm        | Victor Sjöström    |
| Holm felesége     | Hilda Borgström    |
| Georges           | Tore Svennberg     |
| Edit nővér        | Astrid Holm        |
| Edit anyja        | Concordia Selander |
| Maria nővér       | Lisa Lundholm      |
| Gustaffson        | Tor Weijden        |
| David Holm fivére | Einar Axelsson     |
| Első kocsis       | Olof Ås            |
| Börtönkáplán      | Nils Arehn         |